# الفيراد (طور الباحة)

تعديل مصدري - تعديل

الفيراد هي إحدى قرى عزلة طور الباحة بمديرية طور الباحة التابعة لمحافظة لحج، بلغ تعداد سكانها 34 نسمة حسب تعداد اليمن لعام 2004.